# Rendezvous (песня Крейга Дэвида)
«Rendezvous» (с англ. — «Рандеву») — сингл английского R&B исполнителя Крейга Дэвида. Он был выпущен 19 марта 2001 года в качестве четвёртого и последнего сингла с его дебютного студийного альбома «Born to Do It» и стал его пятым хитом в десятке лучших с альбома после «Rewind», «Fill Me In», «7 Days» и «Walking Away».

## Строчки в хит-парадах
Песня заняла восьмое место в UK Singles Chart, продержавшись в топ-75 10 недель.

## Клип
Режиссёрами клипа стали Макс и Дания.
В этом видео есть два Крейга Дэвида. Первый из них — ловелас и бабник. Второй — скромный, надёжный, проводит время с родителями и восхищается только одной девушкой. Они оба идут в клуб, где первый Крейг пристаёт ко всем девушкам, а второй Крейг — со своей единственной девушкой. Ближе к концу первый Крейг пытается приставать к девушке второго Крейга, но второй Крейг отшивает его и возвращает свою девушку.

## Список композиций
CD 1
1. «Rendezvous» (Radio Edit)
2. «Walking Away» (Live in Amsterdam)
3. «No More» (featuring Guru)

CD 2
1. «Rendezvous» (Radio Edit)
2. «Rendezvous» (Blacksmith R&B Rerub) (featuring Know ?uestion[sic])
3. «Rendezvous» (Sunship vs. Chunky Remix Edit)
4. «Rendezvous» (Treats Remix)

## Хит-парады

### Еженедельные хит-парады
| Хит-парад (2001)                           | Позиция |
| ------------------------------------------ | ------- |
| Австралия (ARIA)                           | 28      |
| Австралия (ARIA Urban)                     | 9       |
| Бельгия/Фландрия (Ultratip Bubbling Under) | 3       |
| Бельгия/Валлония (Ultratip Bubbling Under) | 4       |
| Croatia (HRT)                              | 2       |
| Europe (Eurochart Hot 100)                 | 33      |
| Франция (SNEP)                             | 61      |
| Германия (GfK)                             | 86      |
| Ирландия (IRMA)                            | 29      |
| Италия (FIMI)                              | 49      |
| Netherlands (Dutch Top 40 Tipparade)       | 2       |
| Нидерланды (Single Top 100)                | 56      |
| Новая Зеландия (Recorded Music NZ)         | 31      |
| Poland (Music & Media)                     | 5       |
| Шотландия (OCC Scotland)                   | 18      |
| Швейцария (Schweizer Hitparade)            | 74      |
| Великобритания (OCC UK Singles)            | 8       |
| Великобритания (OCC UK Hip Hop/R&B)        | 2       |

### Хит-парады конца года
| Хит-парад (2001) | Строчка |
| ---------------- | ------- |
| UK Singles (OCC) | 125     |

## Сертификация
| Регион                                                                      | Сертификация | Продажи |
| --------------------------------------------------------------------------- | ------------ | ------- |
| Великобритания (BPI)                                                        | Серебряный   | 200 000 |
| Данные о продажах + прослушиваниях приведены только на основе сертификации. |              |         |